# Eissturm aus dem All
Eissturm aus dem All (Originaltitel Christmas Icetastrophe) ist ein US-amerikanischer Katastrophenfernsehfilm aus dem Jahr 2014 von Jonathan Winfrey.

## Handlung
Dezember, kurz vor Weihnachten: Eine Frau und ein Mann flüchten in einem Motorboot auf einem kleinen See vor einem sich extrem schnell ausbreitenden, alles gefrierendem, gletscherartigem Sturm. Kurz bevor das Boot eingeholt wird, springt die Geschichte sechs Stunden zurück. Ein Meteorit nähert sich unter Beobachtung der Astrophysikerin Alex Novak der Erde. Sie stuft den Himmelskörper als Bedrohung ein, doch ihre Kollegen, die in die Weihnachtstage starten wollen, ignorieren ihre Warnung. So macht sie sich alleine auf den Weg dorthin, wo sie den Einschlag vermutet.
Charlie Ratchet lebt in dem Bergstädtchen Lennox. Gemeinsam mit seinem Sohn Tim besucht er den örtlichen Weihnachtsmarkt, auf dem Organisator und sein Arbeitgeber und mächtigster Mann der Stadt, Ben Crooge, eine Rede hält. Während seiner Rede schleicht Tim sich mit dessen Tochter Marley Crooge davon und übergibt ihr sein Weihnachtsgeschenk. Während sich die beiden küssen, sehen sie den Meteoriten am Himmel, der kurz nach dem Eindringen in die Atmosphäre in zwei Teile bricht. Das kleinere, scheinbar sehr heiße Fragment schlägt irgendwo hinter einem Berg ein. Das zweite Teil jedoch geht im Stadtzentrum nähe des Weihnachtsmarkts nieder. Kurz nach dem Einschlag in ein Auto, strömt von dem Himmelskörper eine Kältewelle aus, die die ersten Todesopfer fordert. Die Überlebenden flüchten in die naheliegenden Gebäude.
Unter Aufsicht von Ben leiten Charlie und Gibbons die Evakuierung. Tim und Marley werden von Scott Crooge bei ihrer Heimkehr in das sichere Gebäude beobachtet, wie sie Händchen halten. Scott, der wie der Rest der Crooge-Familie nicht von dieser Beziehung begeistert ist, schlägt Tim ins Gesicht. Bevor die Situation eskaliert, treffen Einheiten ein, die die Lage vor Ort sichern und den Unfallhergang klären sollen. Plötzlich schießen Eiszapfen durch die Erde und töten oder verletzen die Truppen. Daraufhin wird beschlossen, sich ins Krankenhaus zurückziehen und die unverletzte Bevölkerung nach Tannen zu retten. Dort nimmt sich Charlies Frau Faye dieser Situation an. Als Charlie bemerkt, dass der Generator im Krankenhaus kurz vor dem Ende ist, beschließt er ihn zu reparieren. Zu diesem Zwecke entwendet er ein Auto vom Parkplatz des Krankenhauses und fährt nach Hause. Er trifft seinen Sohn an, den er die Pläne von der Evakuierung nach Tannen mitteilt. Auf der Rückkehr ins Krankenhaus wird Charlie von einem Blizzard verfolgt. Er rettet die mit ihrem Auto liegengebliebene Alex und beide fahren gefolgt von der Eiseskälte zu einem See. Dort angekommen steigen sie in ein Boot und die Eröffnungsszene wird fortgesetzt.
Die beiden setzen ihren Weg zum Ort des Impakts zu Fuß fort. Währenddessen fahren Scott und Marley gemeinsam Richtung Tannen. Ihre Mutter Krystal nimmt ein anderes Auto und trifft kurz nach Tim in Tannen ein. Dort stellt dieser fest, dass Marley noch nicht am Zielort angetroffen ist und fährt zurück, um sie zu suchen. Derweil erreichen Charlie und Alex den Einschlagsort und stürzen nach einer vom Kometen ausgehender Eruption in ein verlassenes Bergwerk ein. Dort entdecken sie, dass sich der Komet weiter ausbreitet und beide gehen zum Krankenhaus zurück. Eine weitere Kältewelle tötete allerdings bis auf Ben alle Menschen im Krankenhaus. Letzter schloss sich feige alleine und ohne Gibbons im Heizungskeller ein. Charlie und Alex können ihn dazu bringen, mit ihnen zu kommen.
Scott und Marleys Fahrt wird von einem auf einer Brücke liegengebliebenen Fahrzeug behindert. Kurz nachdem Tim sich der Brücke von der anderen Seite nähern konnte, ereignet sich eine weitere Kältewelle, an deren Folgen Scott erfriert und der Fahrer des liegengebliebenen Autos von einem Eisblock erschlagen wird. Tim und Marley finden zueinander und irren umher. Da in Tannen keiner der Teenager eintrifft, werden zwei Helikopter zur Suche geschickt. Als Charlie, Alex und Ben in Tannen eintreffen und Wind davon bekommen, kehren sie um, um die Kinder zu suchen. Währenddessen findet einer der Helikopter Tim und Marley, doch bevor er sie einsammeln kann, wird die Flugmaschine durch einen großen Eiskristall zerstört. Der zweite Helikopter sammelt derweil die drei Erwachsenen ein, stürzt aufgrund der hohen Kälte ebenfalls ab, der Pilot stirbt. Ben macht sich alleine auf die Suche nach den Kindern. Charlie und Alex, die der Meinung ist, mit Hitze könne man gegen die Kältewelle ankämpfen, gehen zurück nach Lennox, um mit Dynamit den Kometen zu zerstören. Um schneller im Stadtzentrum zu sein, nehmen sie ein Schneemobil. Während ihrer Fahrt ereignet sich eine weitere Kältewelle, die sie abwehren können, indem sie Dynamit zünden. Allerdings verlieren sie auf der Flucht die Tasche mit dem Dynamit. Sie erreichen die Stelle, in der der andere Teil des Meteoriten niederging. Der komplette Bereich ist schneefrei und im tropischen Klima gedeiht die Vegetation. Die beiden beschließen, den Meteoritensplitter einzusammeln und ihn zum anderen zu bringen.
Tim und Marley finden alleine den Weg ins scheinbar sichere Tannen und berichten Krystal, dass ihr Sohn Scott tot ist. Ben stößt zwischenzeitlich auf den gefrorenen Körper seines Sohnes. Wenig später sieht er eine Kältewelle auf sich zukommen und zündet Dynamit, um die Bedrohung abzuwehren. Alex und Charlie erreichen das alte Bergwerk und legen nun den Meteoritensplitter neben das Teil, das die ungeheure Kälte ausströmt. Gerade rechtzeitig, bevor auch Tannen gefriert und alle dortigen Menschen sterben, neutralisieren sich die Bruchstücke gegenseitig. Sie eilen zurück nach Tannen und auch Ben, der überlebte, gesellt sich dazu.

## Hintergrund
Die Aufnahmen der fiktiven Stadt Lennox wurden in Hope in British Columbia realisiert. Der Film kann als Mockbuster zum Roland-Emmerich-Film The Day After Tomorrow gesehen werden. Er feierte am 20. Dezember 2014 auf Syfy seine Premiere.
Der originale Filmtitel spielt auf Weihnachten an, da die Handlung während der Weihnachtszeit stattfindet. Das zweite Wort ist ein Kofferwort aus den englischen Wörtern ice (Eis) und catastrophe (Katastrophe).
Die Namen einiger Hauptpersonen sind angelehnt an Charaktere aus Dickens’ Weihnachtsgeschichte A Christmas Carol (Marley, Ben Crooge/Ebenezer Scrooge, Tim Ratchet/Tim Cratchit).

## Rezeption
„Bescheiden budgetierter (Fernseh-)Science-Fiction-Reißer, der seine interessante Prämisse durch inszenatorisches und darstellerisches Mittelmaß verschenkt.“

Die Nacht der lebenden Texte urteilt „eine hanebüchene Geschichte, die sich hoffentlich nicht ernst nimmt, dazu Computertricks auf Grasnarbenniveau.“ Neil Genzlinger von den The New York Times bezeichnet den Film als „sinnlos lächerlich“. Adam Smith vom Boston Herald bewertete ihn mit C+ und urteilt: „Genau wie sein Titel ist der Film unglaublich schräg, aber er hat auch eine kämpferische Anziehungskraft, die Science-Fiction- (und Syfy-)Fans unwiderstehlich finden werden.“ Nancy deWolf Smith vom The Wall Street Journal schrieb, dass der Film „manchmal ein sehr zufriedenstellendes Maß an Gruseligkeit erreicht“.
Bei den Golden Trailer Awards wurde der Film in der Kategorie Trashiest Trailer nominiert.
Im Audience Score auf Rotten Tomatoes hat der Film bei weniger als 50 Bewertungen eine schwache Wertung von 21 %. In der Internet Movie Database hat der Film bei über 1.300 Stimmenabgaben eine Wertung von 3,8 von 10,0 möglichen Sternen.